# 威廉港
威廉港（德語：[vɪlhɛlmsˈhaːfn̩] ⓘ）人口大约8万人，是德国北海亚德湾沿岸的一个中型城市，也是德国第二大联邦州下萨克森的一座非县辖城市。威廉港市是下萨克森州的中心城市之一，2006年加入了德国西北部的城市合作联盟“不来梅-奥尔登堡大都市圈”。
威廉港是德国天然水深最深的港口和德国最大的石油转运港。亚德湾的深水优势是来自石化、电力、物流和修船等其它海事相关行业的大型企业选择在威廉港落户的原因。通过威廉港运输的原油占到德国港口原油转运量的72%和德国原油进口量的27%。石油管道从威廉港延伸至莱茵卢尔地区和汉堡市的炼油厂。2012年9月，JadeWeserPort（亚德港）集装箱港区建成投产，这是超大型船舶唯一能够不受潮汐限制、全天候满载挂靠的德国集装箱港口。
威廉港从德国北海沿岸的旅游业中受益匪浅。这一地区的沿海浅滩是下萨克森国家浅滩公园（Nationalpark Niedersächsisches Wattenmeer）的一部分。这里的购物中心、旅游设施和通往沿海岛屿的轮渡吸引了在周边地区度假的人们前来参观。

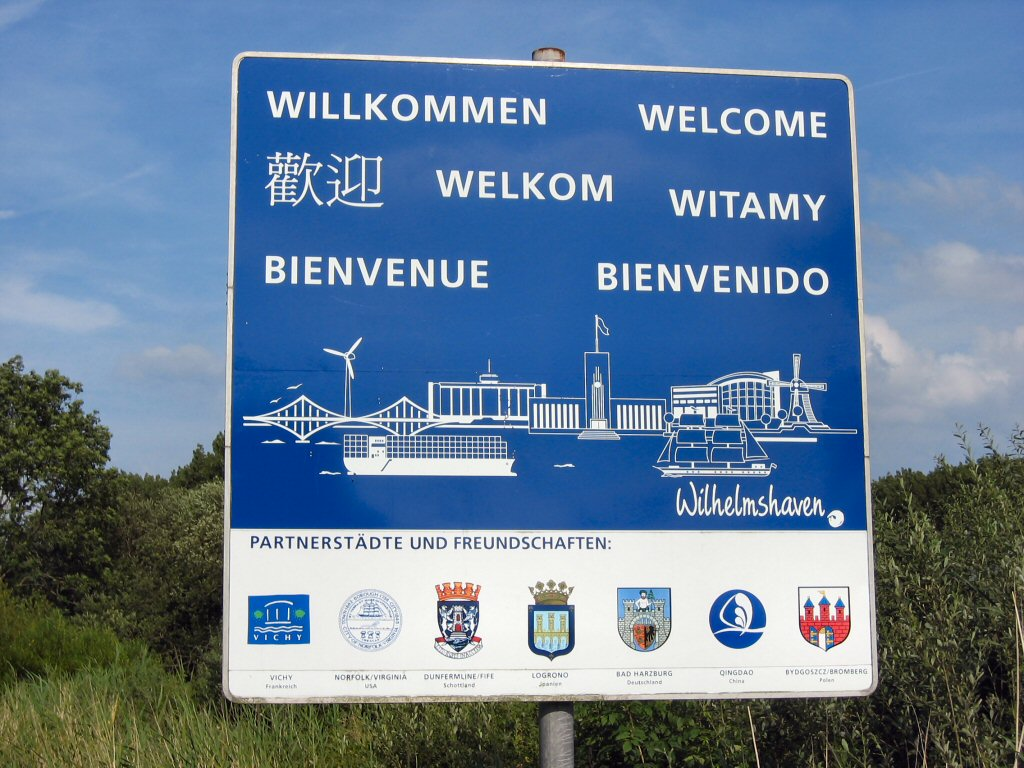
多语种的欢迎牌

## 市徽

威廉港市徽

威廉港的市徽上是一个身着红衣、一手半举圆形盾牌、另一手持长矛的弗里斯人，市徽背景为金色。弗里斯人的形象从中世纪以来就是吕斯特林根地区的象征，1949年后被正式定为威廉港的市徽。

## 地理

### 地貌特征

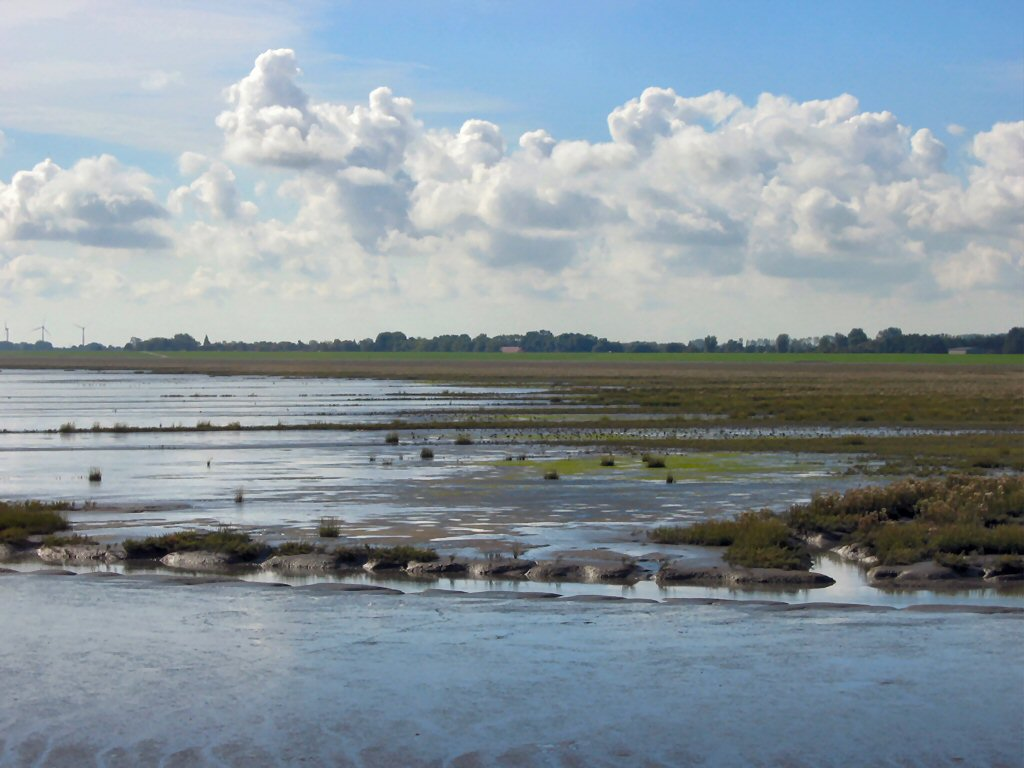
北海浅滩地貌

威廉港的地貌以平坦的低湿地为特征，这片低湿地是全新纪时期才形成的土地。因此，威廉港的平均海拔仅为海平面以上2米，必须通过防洪堤防止大浪涌入城市。
威廉港城区东部的大部分陆地是20世纪时以填海造地的方法获得的。这些通过修筑堤坝排灌后获得的土地非常平坦，被称为Groden（德语：冲积地、围垦地）。以下三块围垦地大大地扩展了这个城市的面积：
- 赫蓬斯围垦地（Heppenser Groden），1938年开始围垦
- 吕斯特希尔围垦地（Rüstersieler Groden），1963年开始围垦
- 弗斯拉普围垦地（Voslapper Groden），1971年开始围垦

此外，亚德港集装箱港区（JadeWeserPort）也是填海造地的结果，于2012年围堰吹填完毕，共形成陆域面积大约344公顷。
威廉港的地下地质构造还有一个特征，即西北德盆地存在大量地下盐丘。从1968年以来，威廉港Coldewei区地下的吕斯特林根盐丘（Salzstock Rüstringen）用作储备石油的地下仓库。2010年初，西北地下油库公司（Nord-West-Kavernengesellschaft/NWKG）共运营35个地下油库，累计原油存储量达67亿升。这种圆柱形的油库大约250米长、70米宽，深度可达2000米，用来存储《德国石油储备法》规定的危机时期战略石油储备。2010年，NWKG得到了建设另外6个地下油库的审批。

### 辖区及周边地区
威廉港的辖区面积为10691公顷，南北最长15.5公里，东西最长9.3公里。辖区周长为57.8公里，其中27.3公里靠海，剩余的30.5公里与其它市镇交界。威廉港也被称为“绿色的海滨城市（Grüne Stadt am Meer）”，将近50%的城市面积为农业、森林和绿化用地。
威廉港的西部与桑德（Sande）和邵尔滕斯（Schortens）交界，北部与旺格兰（Wangerland）接壤，这三个周边市镇都属于弗里斯兰县（Landkreis Friesland）。城市的东部和南部则面向北海的亚德湾。往东看，韦塞马施县（Landkreis Wesermarsch）的布特亚丁根（Butjadingen）与威廉港之间由亚德湾相隔。空气可见度高的时候，从威廉港往南可以看到弗里斯兰县法勒尔（Varel）的Dangast浴场，这个浴场是最靠南的北海浴场。

## 气候
按照柯本气候分类法，包括威廉港在内的欧洲中部属于常湿温暖气候带（Cfb级），气候较为温和，全年有降水。同时，北海对威廉港的局部气候有相当大的影响，所以威廉港跟欧洲内陆相比冬季气温较高、夏季气温则较低。冬季的月平均气温不低于零度，年均气温为8.7摄氏度。一年最热的月份是7和8月，平均为16.3摄氏度，最冷的月份是1和2月，平均气温为1.2以及1.6 摄氏度。全年降水均匀，主要是以降雨的形式，冬季极少降雪。雨水最多的月份是7月和11月，平均降水量为83和86毫米，雨水最少的月份是2月，平均降水量为43毫米。年均降水量为831毫米，略高于德国平均水平。

## 历史
弗里斯人最早在今天威廉港市的辖区内定居。在被普鲁士王国购买前，现在市中心的地带是奥尔登堡大公国管辖的两个以农业为主的教区小行政区赫蓬斯（Heppens）和诺伊恩德（Neuende）。
1853年7月20日，缺少一个北海港口的普鲁士王国和奥尔登堡大公国签署《亚德协议》，购买一片313公顷的土地，用于建设普鲁士海军的根据地。1869年，这个城市以普鲁士国王、后来的德意志帝国皇帝威廉皇帝命名为威廉港。
大事记

### 二战及二战前

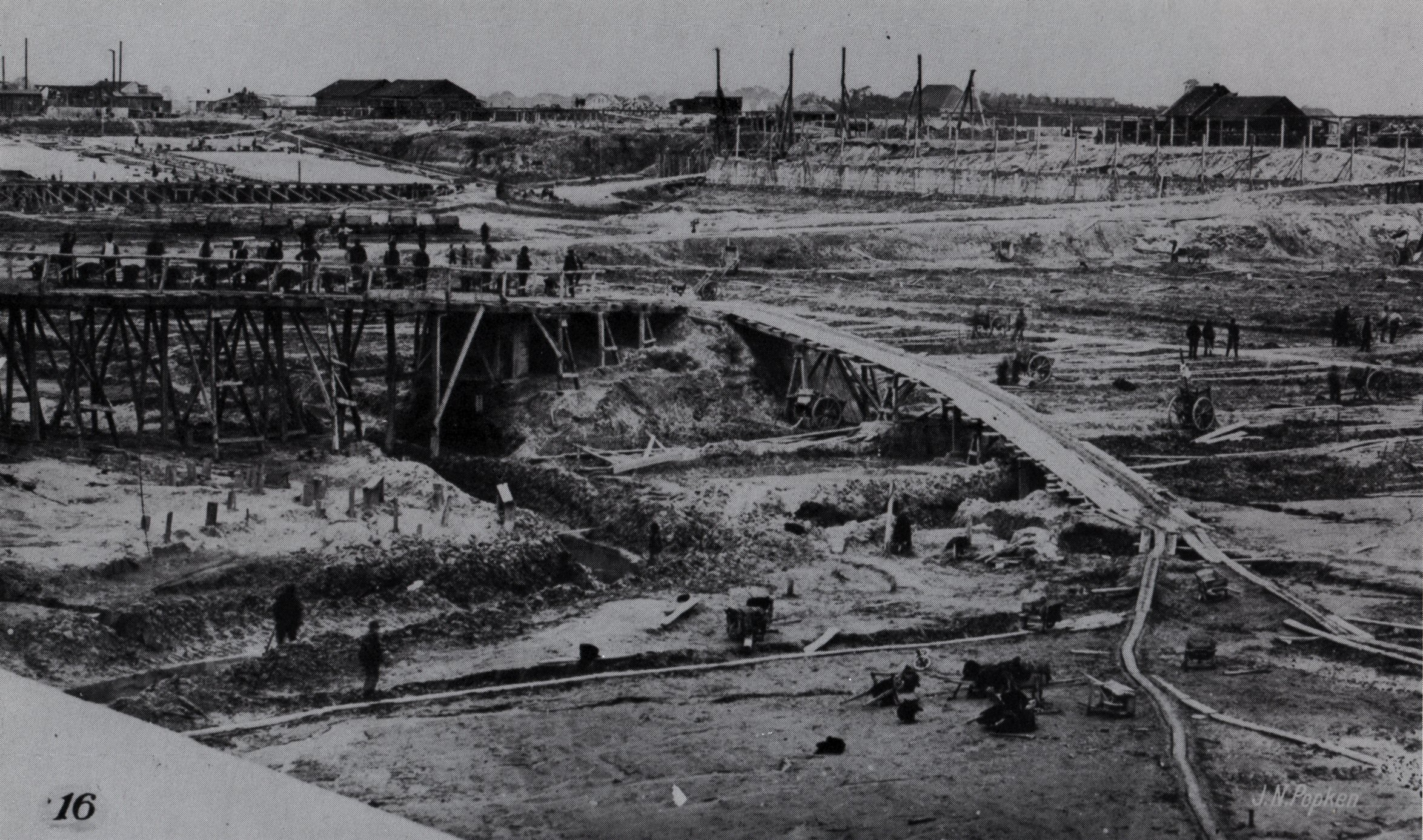
1860年代港口建设场景

- 1853年7月20日：普鲁士王国与奥尔登堡大公国签署《亚德协议》。奥尔登堡大公国希望普鲁士港口的建设能促进这一沿海地区以农业为主的薄弱经济。
- 1867年7月5日：从不来梅、经奥尔登堡抵达赫蓬斯的铁路线开通
- 1869年6月17日：普鲁士国王威廉皇帝访问这个城市时，这个城市命名为“威廉港”。
- 1888年6月5日：连接埃姆斯河和亚德湾的“埃姆斯-亚德运河”竣工
- 1907年：威廉皇帝大桥开始建设，它是欧洲最大的双平旋桥。
- 1911年5月1日：奥尔登堡的三个市镇班特（Bant），赫蓬斯（Heppens）以及诺伊恩德（Neuende）合并为吕斯特林根市（Rüstringen）。
- 1919年4月1日：威廉港成为独立的城市，不再隶属于维特蒙德县（Landkreis Wittmund）。
- 1927年7月25日：玛丽恩希尔小型机场竣工，之后威廉港-吕斯特林根航空公司成立。
- 1928年：海洋地理和生物研究所成立
- 1929年10月11日：吕斯特林根的市政厅落成，这个市政厅高49米，带有一个能容纳930立方米饮用水的水塔。它是现代红砖建筑风格最典型的代表之一。这座市政厅选址时还考虑了威廉港和吕斯特林根两市合并的计划。
- 1937年4月1日：威廉港和吕斯特林根市合并。随着其他周边市镇也并入威廉港以及土地的围垦，威廉港的城市面积逐步扩大。
- 1944年10月15日，威廉港遇到二战期间最猛烈的袭击，市中心被完全摧毁。

### 二战后

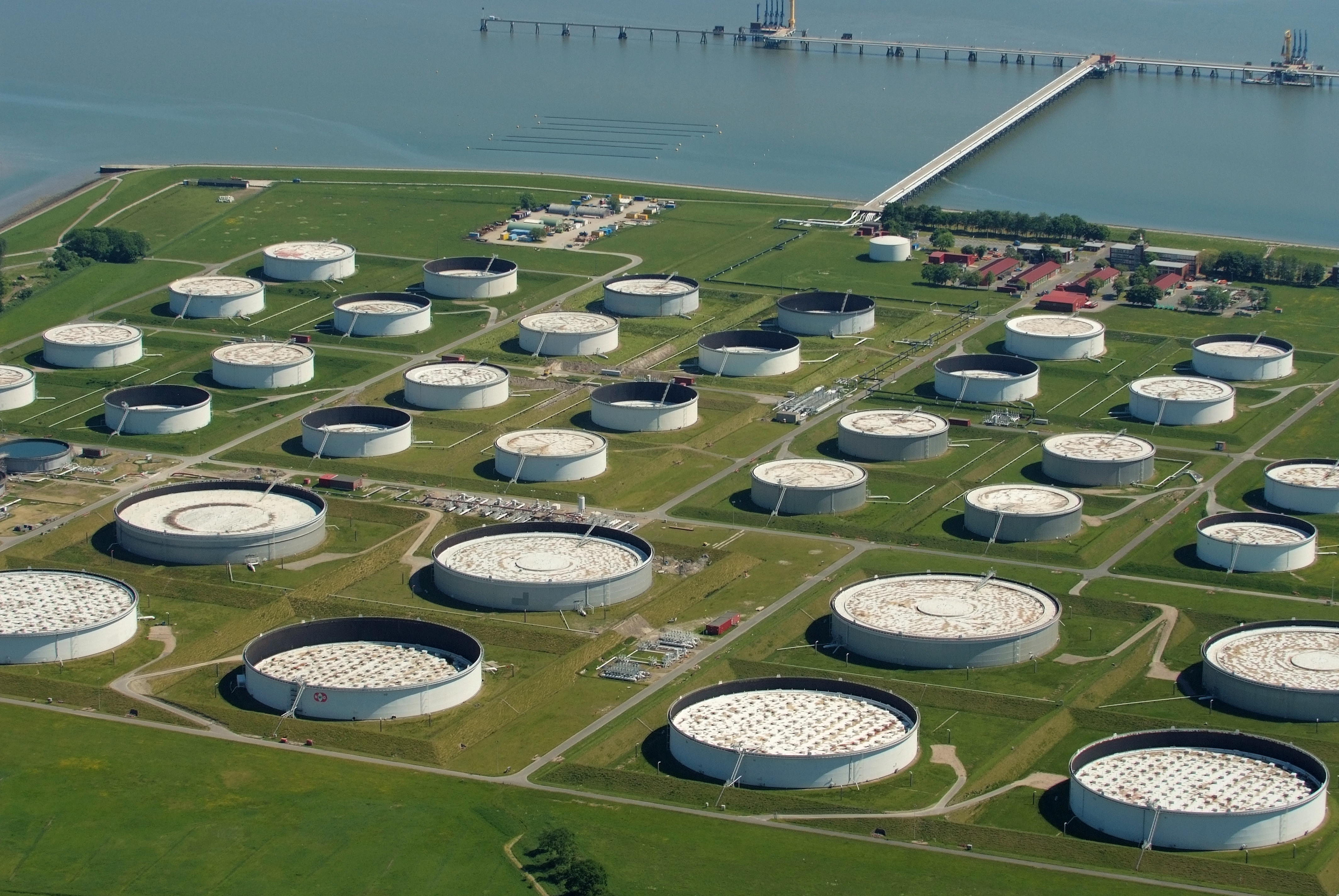
油港

- 1946年6月21日：二战结束后，盟军批准了威廉港市引入私营企业的计划。
- 1946年：奥林匹亚（Olympia）办公机器厂开始进行生产，吊机生产商Ardeltwerk（现在已被马尼托瓦Manitowoc集团收购）在威廉港落户。
- 1946年10月：威廉港并入下萨克森州
- 1947-1950年：亚德造船厂设厂，鸟类研究所、下萨克森州海岸历史研究所迁至威廉港。
- 1956年11月15日：铺设从威廉港到科隆的石油管道的有关协议签署，西北输油管道有限公司（Nord-West-Oelleitung）成立。
- 1963年5月30日：行驶于黑尔戈兰岛和威廉港之间的渡轮“威廉港号”投入使用
- 1968年：西北地下油库公司（Nord-West-Kavernengesellschaft/NWKG）在威廉港成立。Clodewei区的吕斯特林根地下盐丘正好适合存储德国的战略矿物油和原油储备。
- 1970年4月6日：瑞士铝业公司的德国分公司Alusuisse Atlantik购买了一块土地用于建设氯碱化学工厂。
- 1971年：长1830米的煤炭突堤码头“下萨克森桥”开始建设。
- 1972年6月21日：美孚石油（Mobil Oil）、下萨克森州和威廉港市签署了建造炼油厂的协议，次年动工。
- 1973年5月10日：威廉港市政府批准了720兆瓦西北德发电厂（Nordwestdeutschen Kraftwerke AG/NWK）的建设计划，这个发电厂今天属于意昂集团（E.ON）。
- 1976年9月14日：美孚石油的工厂正式落成。
- 1978年5月30日：英国帝国化学工业公司（Imperial Chemical Industries/ICI）与下萨克森州、威廉港市签署协议，计划在威廉港建厂。

- 1980年12月10日：英国帝国化学工业公司下属的工厂部分启用，这个工厂现在名为INEOS。
- 1982年：北海体育馆（即现在的Nordfrost体育场）竣工。
- 1983年2月18日：把原油运输到汉堡市哈堡区的NDO管道铺通。
- 1984年4月17日：从威廉港、经奥尔登堡抵达的阿尔洪（Ahlhorn）的A29联邦高速竣工，威廉港连入德国高速网络。
- 1986年3月12日：下萨克森国家浅滩公园（Nationalpark Niedersächsisches Wattenmeer）成立
- 1997年9月4日：亚德广播开播
- 1997年9月4日：北海购物中心（Nordseepassage）开业

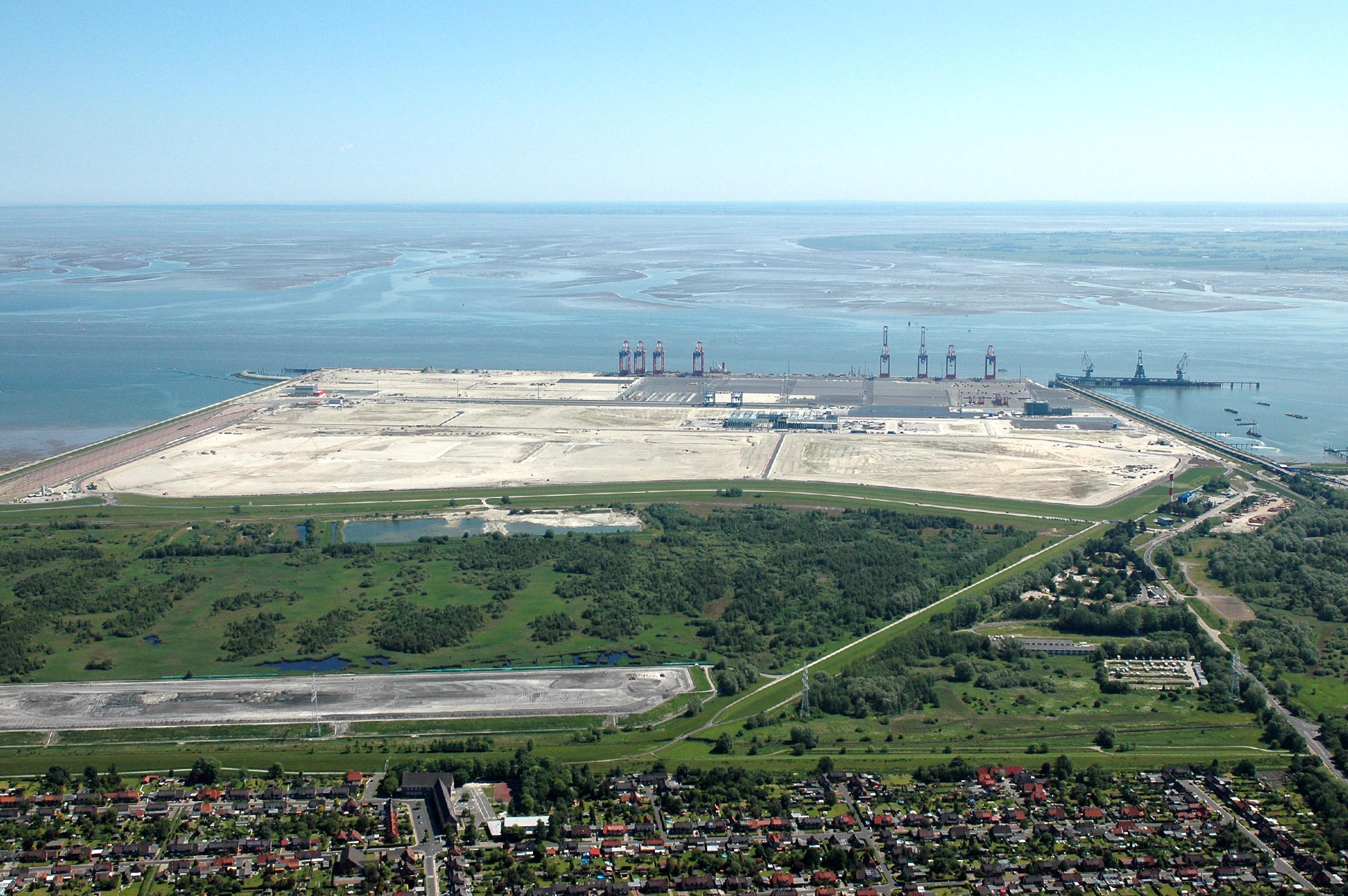
建设中的集装箱港

- 1998年4月24日：德国海军博物馆开馆
- 1999年8月1日：威廉港亚德足球场落成

### 2000年后
- 2000年：汉诺威世博会期间，威廉港作为分会场举办了“海滨世博会”
- 2000年6月24日：威廉港Mennhausen高尔夫球场落成
- 2001年3月30日：时任下萨克森州州长的西格玛尔•加布里尔（Sigmar Gabriel）宣布将在威廉港建设新一代的集装箱深水港。
- 2002年10月5日：首届“亚德港杯”帆船赛开赛
- 2006年3月：ConocoPhillips收购了威廉港炼油厂的股份，其前身为美孚石油的炼油厂
- 2007年11月13日：Electrabel签署了建设煤炭发电厂的落户协议
- 2012年9月：亚德港（JadeWeserPort）集装箱深水港区落成

## 文化和旅游

### 博物馆与科普设施
- 德国海军博物馆

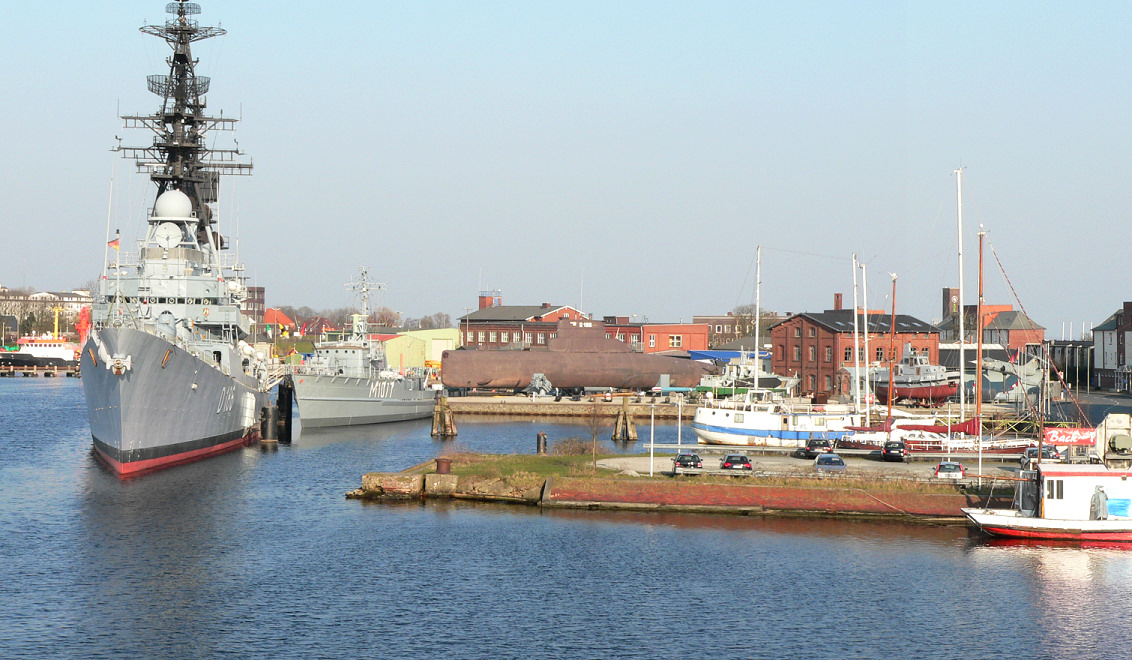
海军博物馆

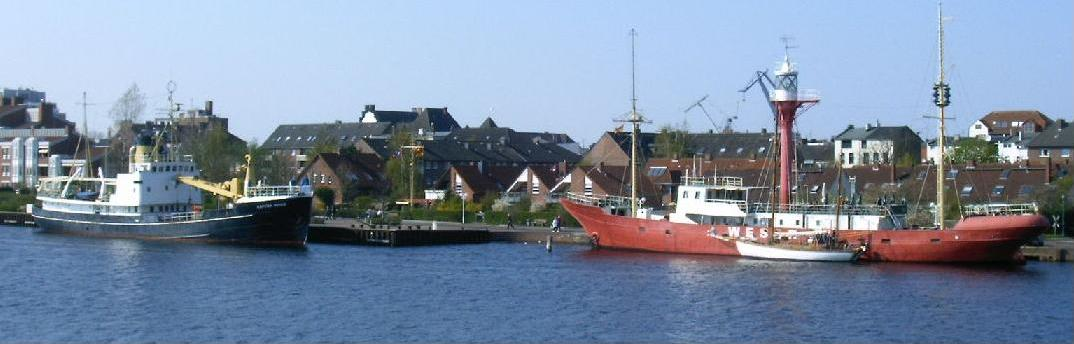
Bonte码头的博物馆船

德国海军博物馆于1998年开馆，每年吸引10多万名参观者。这个博物馆收集和保存了介绍1848年建军以来的德国海军史的展品，展览分为三个部分：长期展览、室外展区和临时展区。其中长期展览又分为三个展区：19世纪的德国海军、世界大战期间的德国海军和二战后的德国海军。博物馆的馆址包括始建于1888年的威廉港帝王造船厂旧址、相邻的约3000平方米室外展区以及港口边的泊位，现在泊位上停靠着驱逐舰D186“莫尔德斯（Moelders）”号、U10型潜水艇、扫雷舰“魏耳海姆（Weilheim）”号和导弹快艇S71“Gepard”供游客参观。
- 下萨克森国家浅滩公园游客中心

海军博物馆对面是下萨克森国家浅滩公园（Nationalpark Niedersächsisches Wattenmeer）游客中心。下萨克森国家浅滩公园被列入联合国教科文组织的世界自然遗产，游客中心的展览主题是北海浅滩的动物生长环境，并分为鸟类、浅滩、盐生草甸、渔业、浅滩的危险和暴风雨等分展区，以寓教于乐的方式提高人们对自然和环境保护的意识。从游客中心的全景观光平台可以俯视威廉港内港和亚德湾，中心有一个通往南海滩大道的出口。1994年在北海巴尔特鲁姆（Baltrum）岛海域搁浅的重达39吨的抹香鲸就保存在这个游客中心里面。
- 威廉港海岸博物馆

威廉港海岸博物馆（Küstenmuseum Wilhelmshaven）介绍与海岸空间的过去、现在和将来有关的多种多样的内容。威廉港市的历史也是这个博物馆的一个重点。
- 其他展览馆
  - 海盗博物馆（Piratenmüseum）
  - 威廉港水族馆（Aquarium Wilhelmshaven）
  - 威廉港美术馆（Kunsthalle Wilhelmshaven）

### 戏剧、舞蹈与小型舞台表演

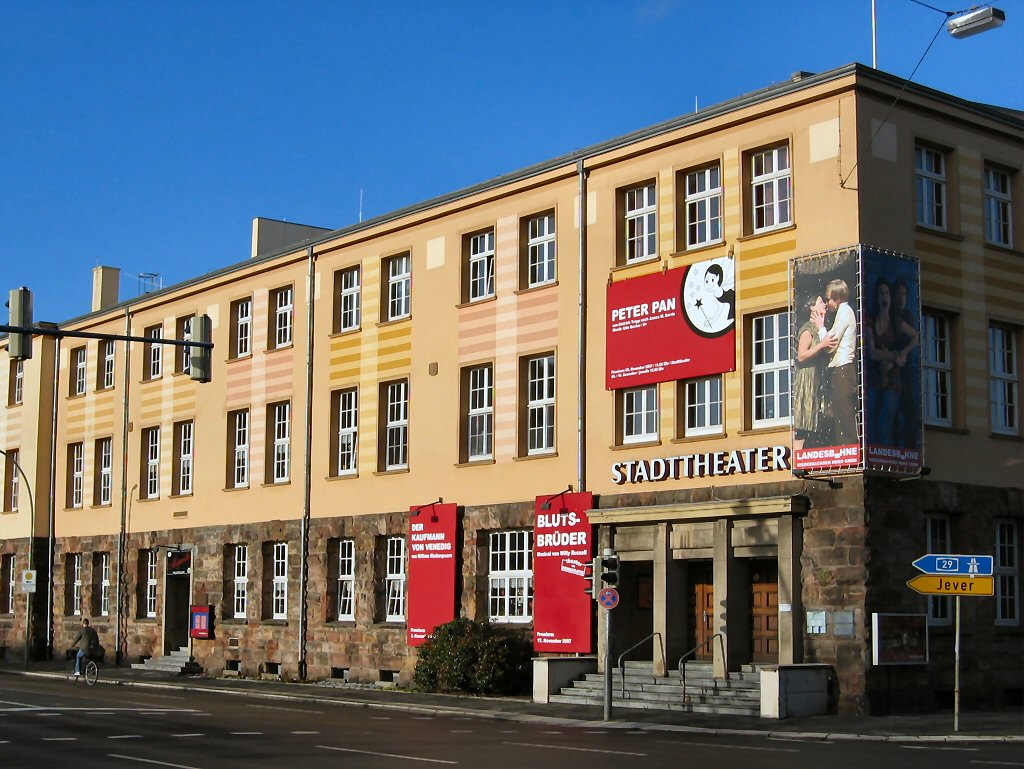
北部下萨克森州舞台剧团

- 北部下萨克森州舞台剧团（Landesbühne Niedersachsen Nord）
- 北部舞台的青年剧团（Junges Theater an der Landesbühne）
- 海滨剧团（Theater am Meer）
- 威廉港人民舞台剧团（Volksbühne Wilhelmshaven）
- 海滨舞蹈学院（Tanzakademie am Meer）
- 小型舞台表演艺术节（Festival der Kleinkunst）

### 重要建筑物

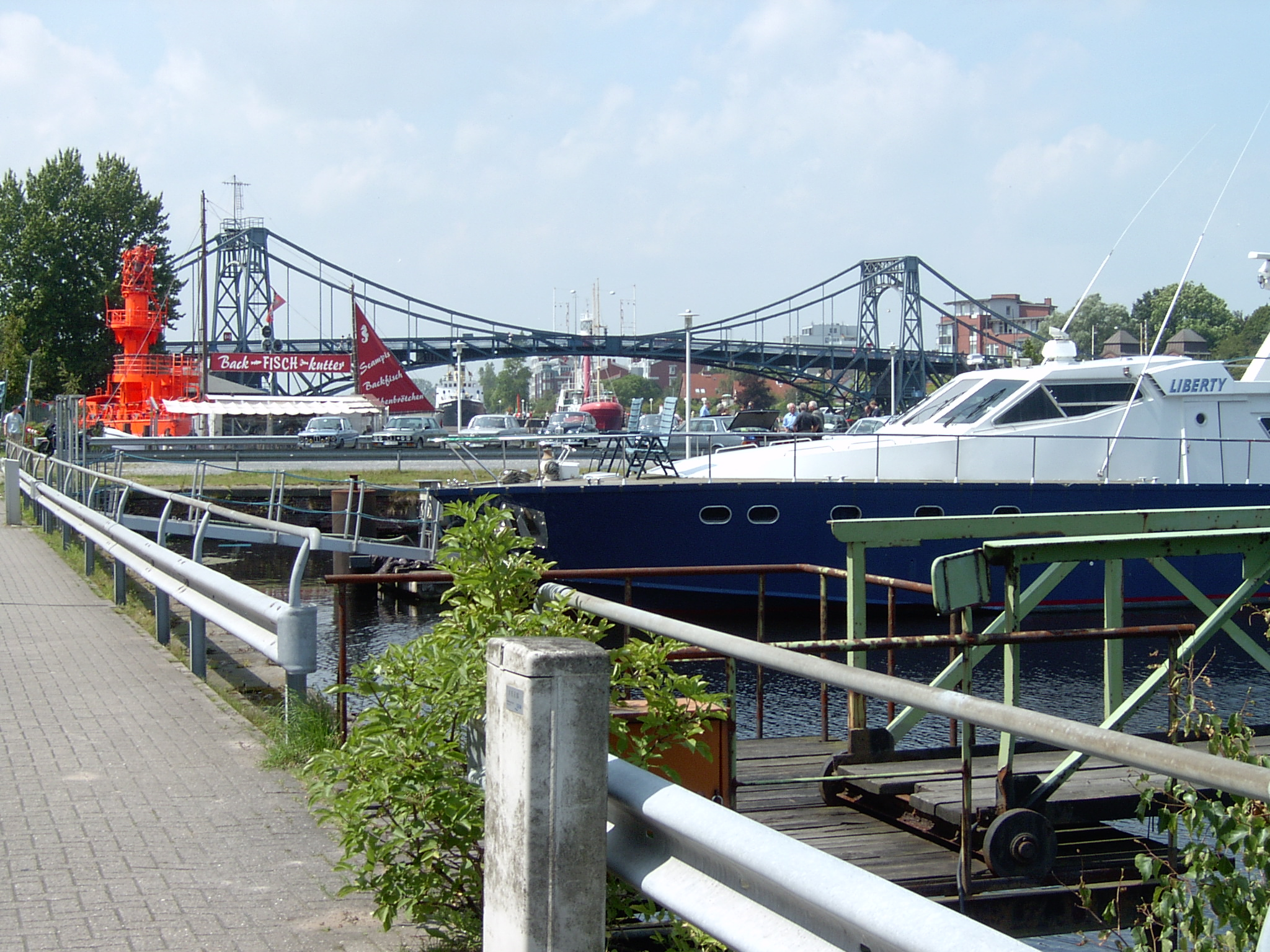
威廉皇帝大桥

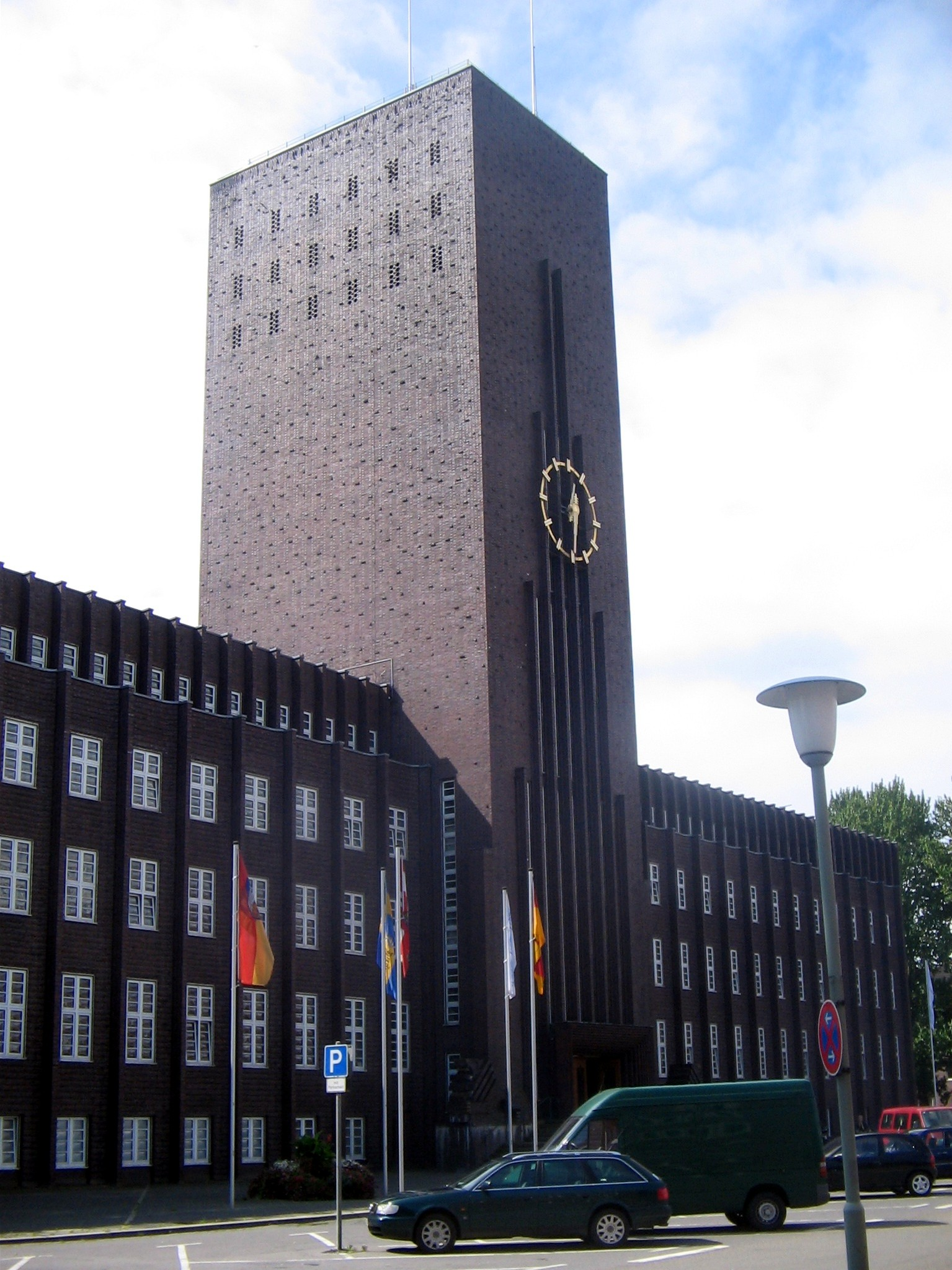
威廉港市政厅

- 威廉皇帝大桥（Kaiser-Wilhelm-Brücke）

威廉皇帝大桥于1905至1907年由德国MAN公司建造，总跨度为159米，高9米。当时它是欧洲最大的平旋桥，至今仍然是德国同类桥梁中最大的。这座大桥以德意志帝国的皇帝威廉一世命名，他的孙子威廉二世于1907年8月29日为这座桥揭幕。 
威廉皇帝大桥附近的Bonte码头（Bontekai）停靠着“诺德奈号”和“迈亚船长号”两艘博物馆船，可供游客免费参观。
- 威廉港市政厅

市政厅是威廉港的另外一座标志性建筑物，这座风格简约但是气势雄伟的红砖建筑物于1927至1929年间建设，当时作为吕斯特林根市的市政厅（吕斯特林根后来与威廉港合并）。中央50米高的塔楼的上部分是一个用钢材做的大水箱，这个水箱是威廉港城市饮水供给体系的一个重要组成部分。
- 腓特烈·威廉广场上的威廉皇帝塑像
- 威廉港的南海滩浴场是德国北海沿岸少数几个坐北朝南的海滨浴场。
- 威廉港市西郊的“科尼普豪森城堡（Burg Kniphausen）”和斯伯斯堡区的“斯伯斯城堡（Sibetsburg）”
- 建于1839年的“科培霍纳风车（Kopperhörner Mühle）”和1863年的“森瓦尔德风车（Sengwarder Mühle）”，经过整修后这两个风车目前还在发挥着功能。

### 公园

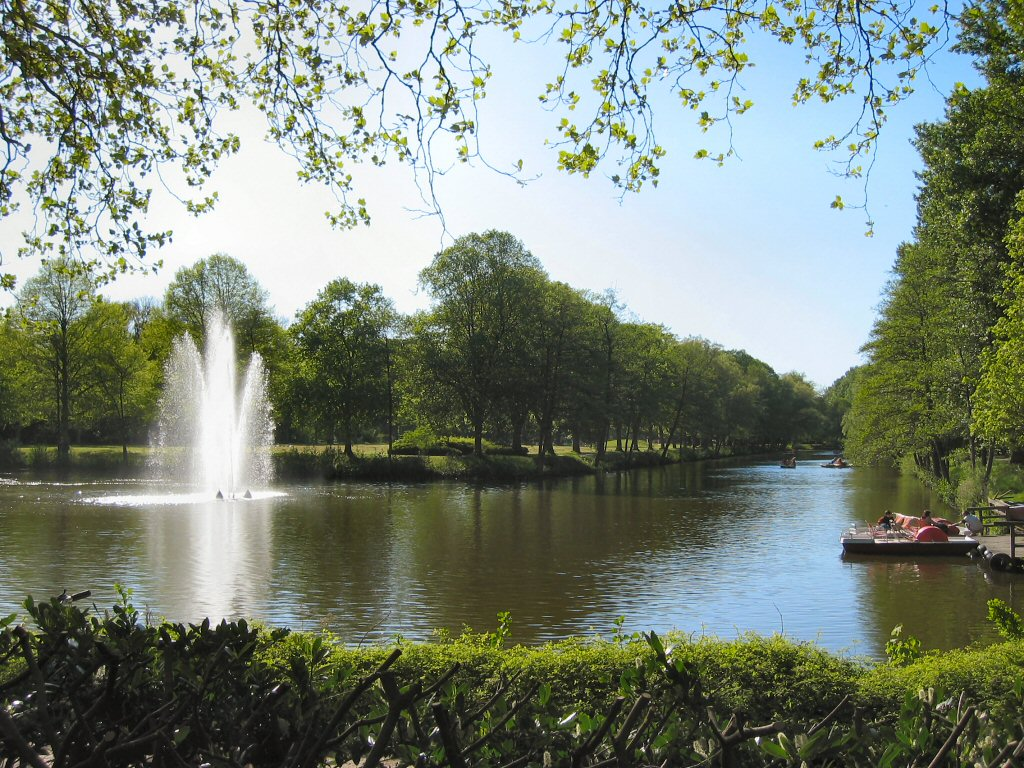
城市公园

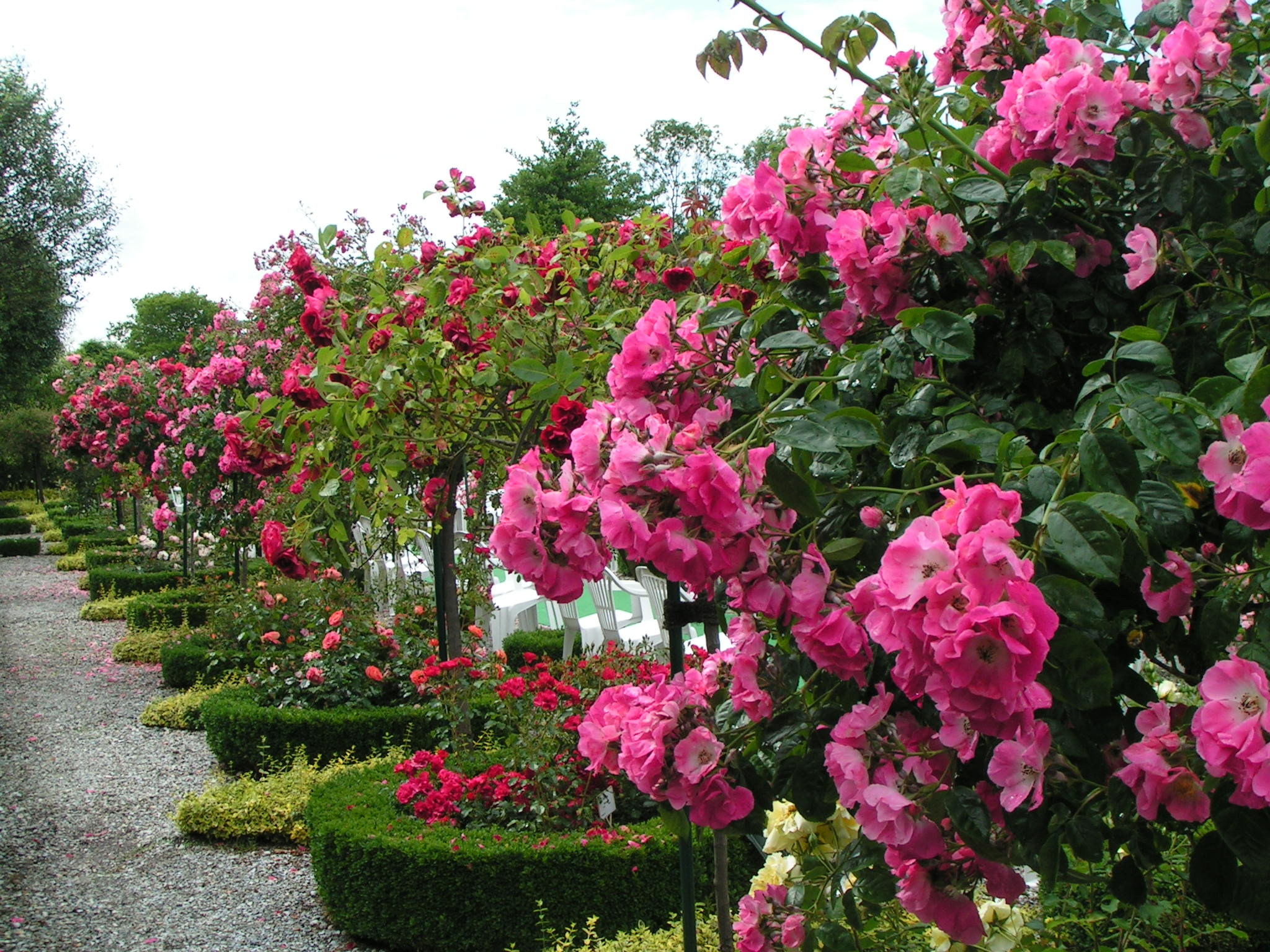
玫瑰园

- 吕斯特林根城市公园（Rüstringer Stadtpark）是威廉港市最大的绿化面积，当地人简称城市公园，占地57公顷，建于1914至1924年之间。城市公园附近的玫瑰园（Rosarium）里种植着来自世界上不同国家的树木、灌木以及大约500不同种类的3000多株玫瑰。

- 威廉港第二大的公园是17公顷大的疗养公园（Kurpark）。这个公园是威廉港建市后的第一个绿化设施，由威廉一世捐建。1968年建在公园里的音乐厅俗称“音乐大贝壳”，从5月到9月的每个周日早晨都有乐团在这演奏。

- 1997年开业的北海购物中心（火车站购物广场）对面是5.5公顷的腓特烈·威廉广场，这个地方在1870年代建设时是计划作为市政广场使用，并以普鲁士国王腓特烈·威廉四世命名。后来这个广场改为了绿地设施。在广场南部有一座1994年纪念威廉皇帝的塑像。

- 施多特贝克公园（Störtebeker Park）是一个供人玩耍、学习和休息的公园。克劳斯·施多特贝克（Klaus Störtebeker）是14世纪的一名具有传奇色彩的海盗。

- 威廉港植物园占地8500平方米，大约有2500多株多数来自本土的植物。1972年，植物园增加了一个230平方米的温室，展示热带、亚热带的植物。

## 高校与科研院所
坐落在威廉港的高校及科研院所包括亚德应用技术大学（Jade Hochschule）、森肯伯格海洋地理和生物研究所（Senckenberg-Instituts für Meeresgeologie und -biologie）、下萨克森州海岸历史研究所（Niedersächsischen Instituts für historische Küstenforschung）、下萨克森州鸟类研究所、德国风能研究所（DEWI）以及奥尔登堡大学海洋化学和生物研究所的分部。

## 体育

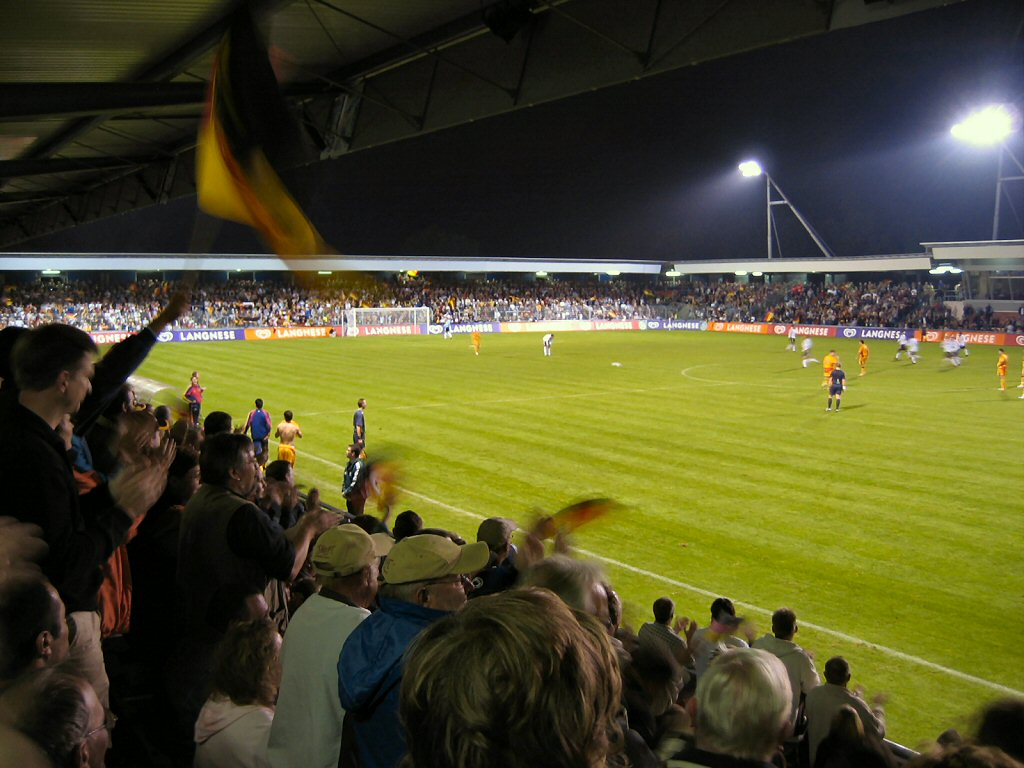
亚德体育馆

- 威廉港最大露天体育场亚德体育场（Jadestadion）建于1999年，是足球比赛专用场馆，能容纳7500名观众。威廉港体育俱乐部（SV Wilhelmshaven）足球队在这里进行主场比赛。

- 威廉港最大的室内体育馆是能容纳2500名观众的Nordfrost体育馆，建于1982年，德国最大的冷藏物流集团Nordfrost于2005年冠名这个体育馆。现在它是威廉港手球俱乐部（Wilhelmshavener HV）的主场。

- 威廉港有两个游泳馆，其中Nautimo是唯一一个全年开放的游泳馆。

此外，威廉港还有一个18洞的高尔夫球场。因为靠海，水域面积广阔，帆船、划船和潜水等水上运动在威廉港也备受欢迎。

## 经济和基础设施

### 经济
港口业、石化工业和海军是威廉港的三大经济支撑点。

#### 金属加工
威廉港在金属加工领域最大的企业是马尼托瓦（Manitowoc）吊机集团德国有限公司。马尼托瓦是世界领先的液压移动吊机生产商。这家工厂生产从14到499吨承重能力的移动吊机、升降工作平台、起重机等产品。这家工厂最早是二战后在威廉港设立的Ardelt吊机工厂，2002年被马尼托瓦并购后规模不断扩大，2007年雇员数为1120名。
Interseroh Jade-Stahl金属回收公司是Interseroh集团下属的企业，雇员数大约100名，公司占地5万平方米。

#### 航运与船厂

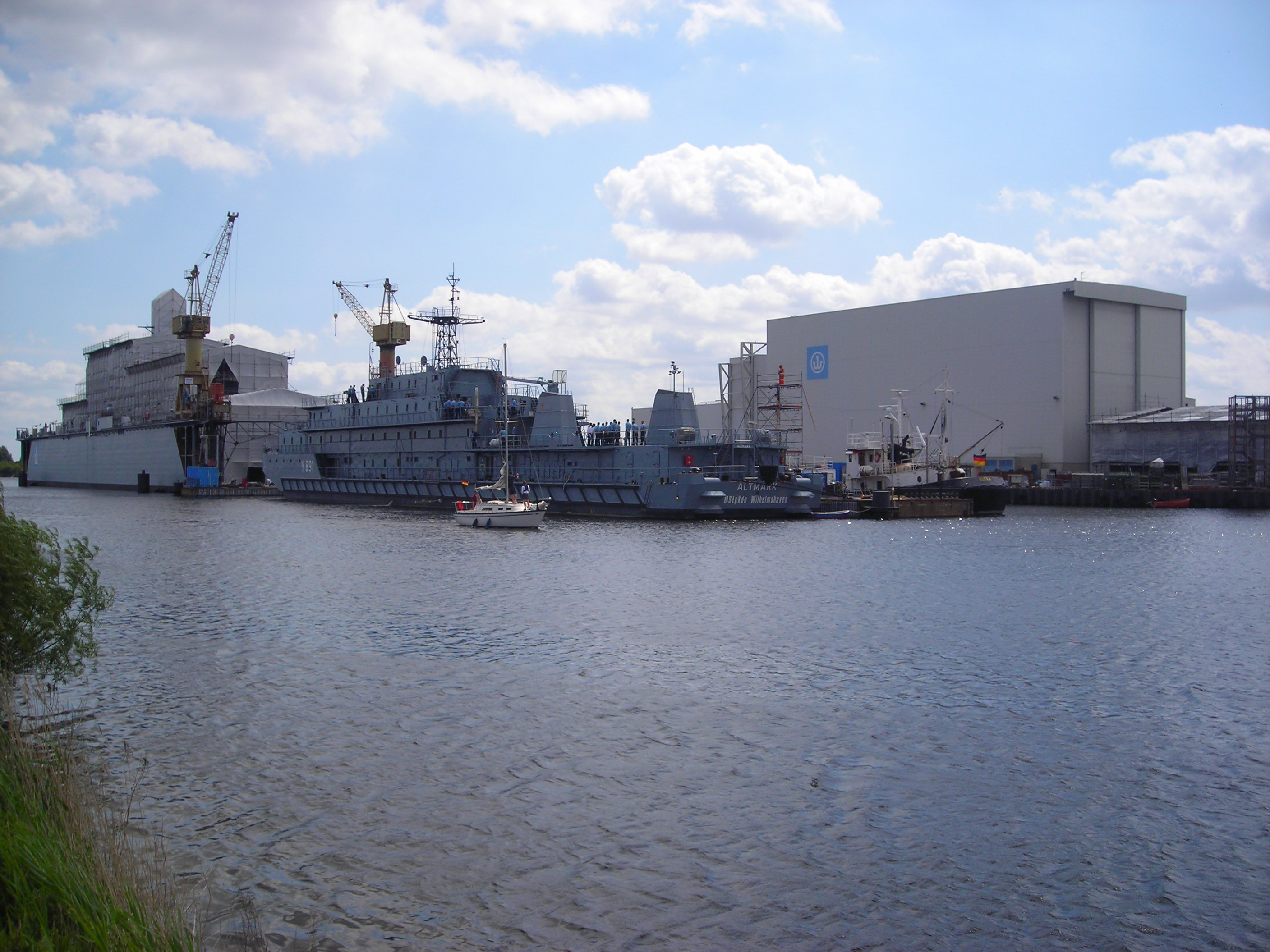
新亚德船厂

新亚德船厂（Neue Jadewerft）是不来梅吕森造船厂的下属企业，雇员数约100人，专门从事造船、修船和各种船舶维护等工作。在船舶领域，威廉港还有威廉港发动机工厂（MWB Motorenwerk Wilhelmshaven）、涡轮技术修船厂（Turbo-Technik Reparatur-Werft）以及Navitek有限公司。
亚德服务有限公司（Jade-Dienst GmbH）提供港口所需的全方位海事服务，例如船舶到离港的系解缆、拖轮、引航以及船舶报告登记。

#### 化工工业
- Ineos Chlor Atlantik有限公司的氯碱工厂
- Ineos Vinyls 德国有限公司的氯乙烯和聚氯乙烯（PVC）生产线
- Hestya Energy矿物油加工和销售集团的石油仓库（原威廉港炼油厂）

#### 发电厂
威廉港有两个发电厂，一个是1976年竣工的750兆瓦意昂（E.ON）发电厂，另一个是2014年年年初投入使用的800兆瓦GDF苏伊士发电厂。

#### 联邦德国海军

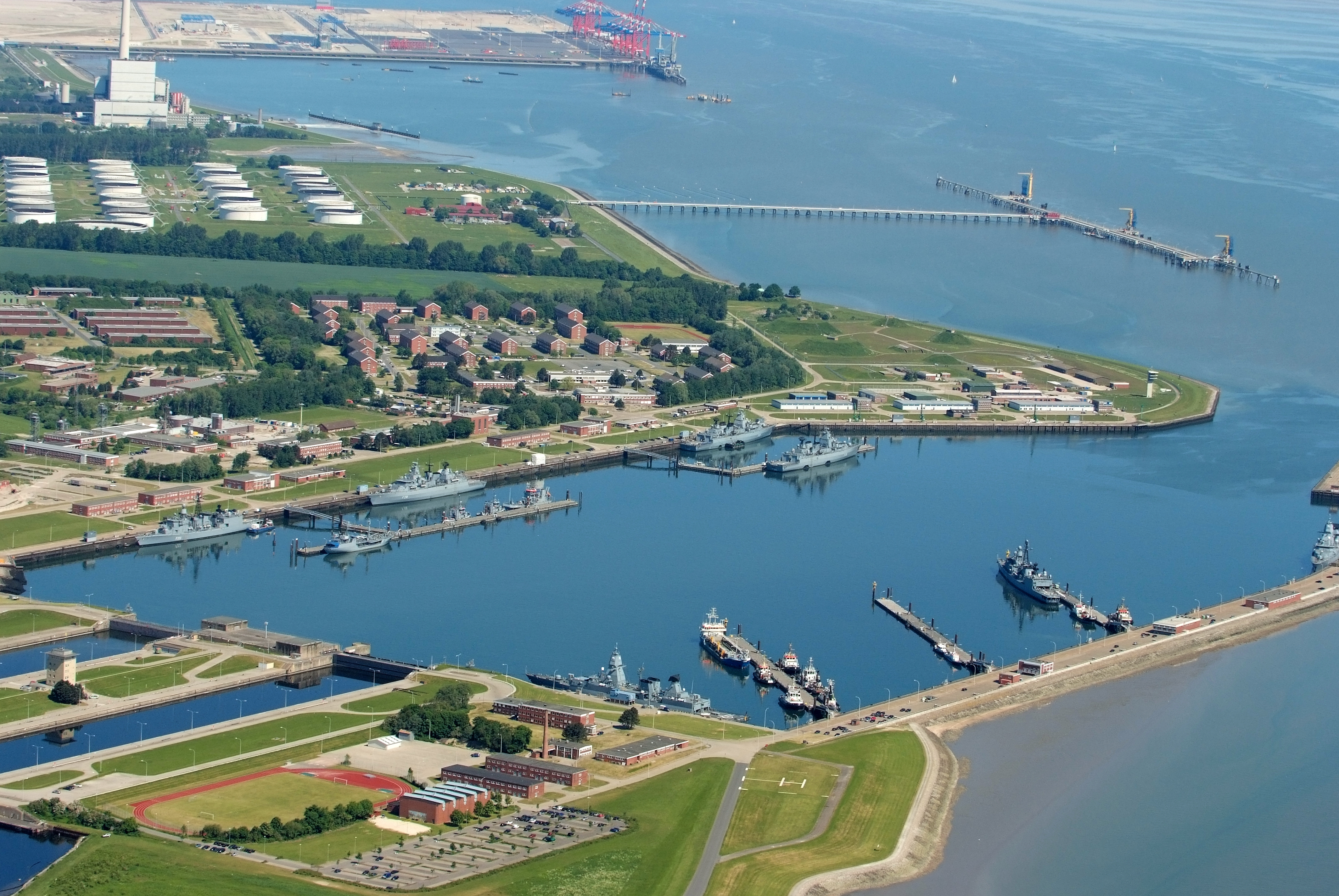
威廉港军港

联邦德国海军也是威廉港的一个重要的经济因素。德国海军的船只、指挥系统、物流中心、专业医疗队以及一系列小的部门都在威廉港的军区内。据估计，海军在威廉港驻扎的士兵和雇佣的非军事人员总数达到8000至8500人。

### 交通

#### 港口
威廉港的港口分布在三片区域：通过船闸与亚德湾相隔的内港、海军军港以及亚德湾沿岸的港口设施，其中亚德湾沿岸的港口水深达20米，这是德国允许吃水最大的港口岸线。
威廉港是德国第二大散货港，2008年的吞吐量达到3997万吨，其中原油占2816万吨。通过威廉港运输的原油占到德国港口原油转运量的72%和德国原油进口量的27%。
过去几年威廉港最大的港口工程是亚德港（JadeWeserPort）集装箱港区。规划和建设这个港口的原因是因为汉堡港和不来梅哈芬港的航道及泊位水深不足，超大型集装箱船舶进出必须借助潮水，并且无法满载进出港。亚德港港区已于2012年9月建成投产，由EUROGATE运营，码头后方的亚德港物流园区（JadeWeserPort Logistics Zone）由下萨克森州政府的下属企业负责管理。

#### 公路
A29联邦德国高速公路一端始于亚德港集装箱港区，另一端在阿尔洪与A1高速连接。B210联邦国道从威廉港经过耶弗尔（Jever）、奥里希（Aurich）通往与荷兰交界的埃姆登（Emden）。
许多威廉港的企业还积极支持A20沿海高速公路的建设，这条高速公路从威廉港南部穿过，向东面连接德国东部的沿海城市，往西连接鲁尔区和荷兰。

#### 铁路

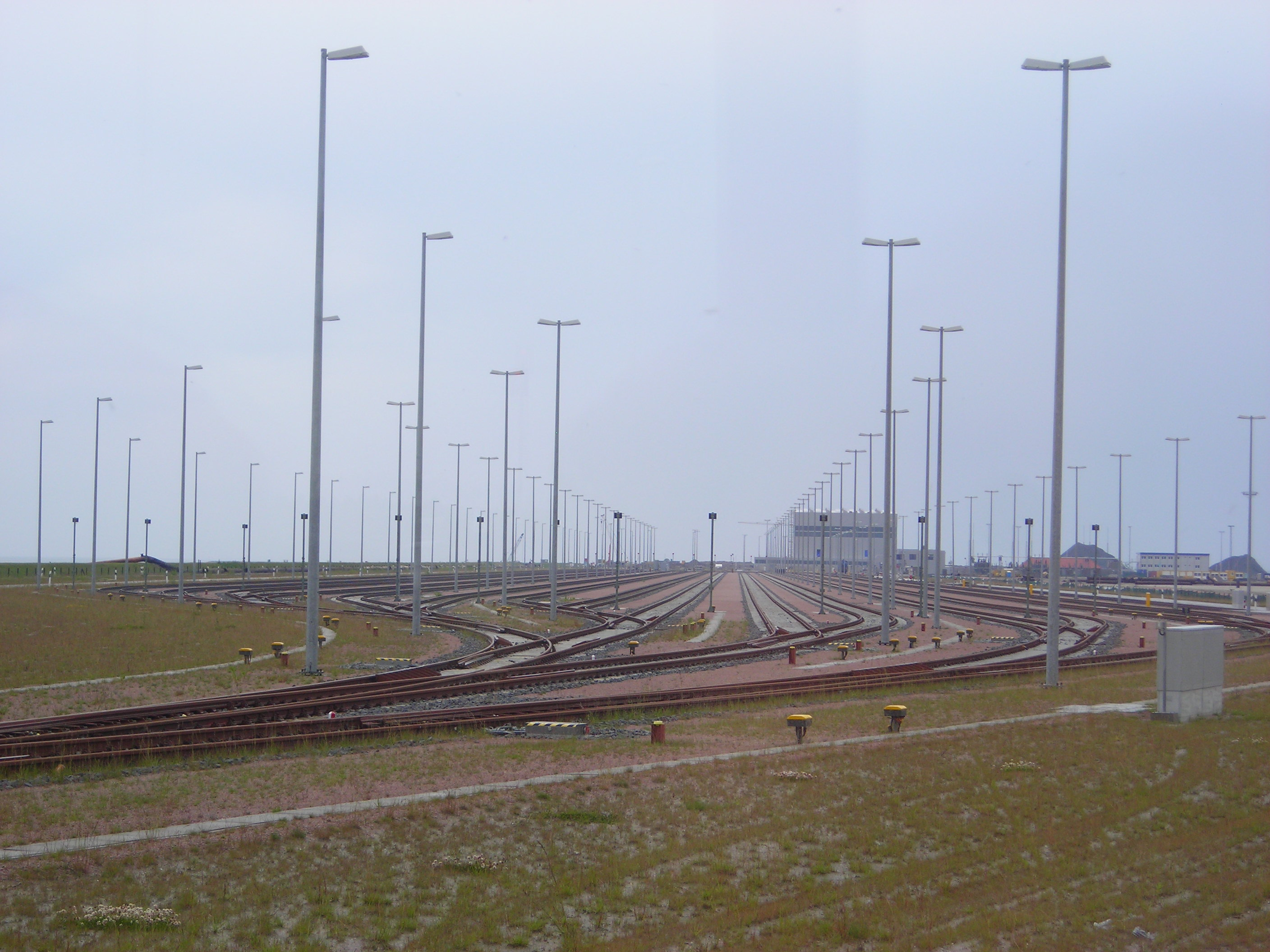
集装箱港区的疏港铁路线

威廉港是威廉港-奥尔登堡铁路线的终点。威廉港主火车站共有三条定期铁路线，分别是通往奥斯纳布吕克、埃森斯（Esens）和奥尔登堡。乘客可以在奥尔登堡转乘去往不来梅的火车。
除了客运以外，威廉港的铁路还用于往内陆的火力发电厂运输“下萨克森桥”突堤码头进口的煤矿。

#### 公共交通
威廉港公共服务和交通公司（Stadtwerke-Verkehrsgesellschaft Wilhelmshaven）共经营6条市内公共汽车线路。乘坐地区大巴能够抵达周边的奥里希（Aurich）、耶弗尔（Jever）、法勒尔（Varel）、桑德（Sande）等小城市。
Fass大巴公司的三条长途大巴线通往德国首都柏林、汉萨城市汉堡以及不来梅哈芬。

#### 机场

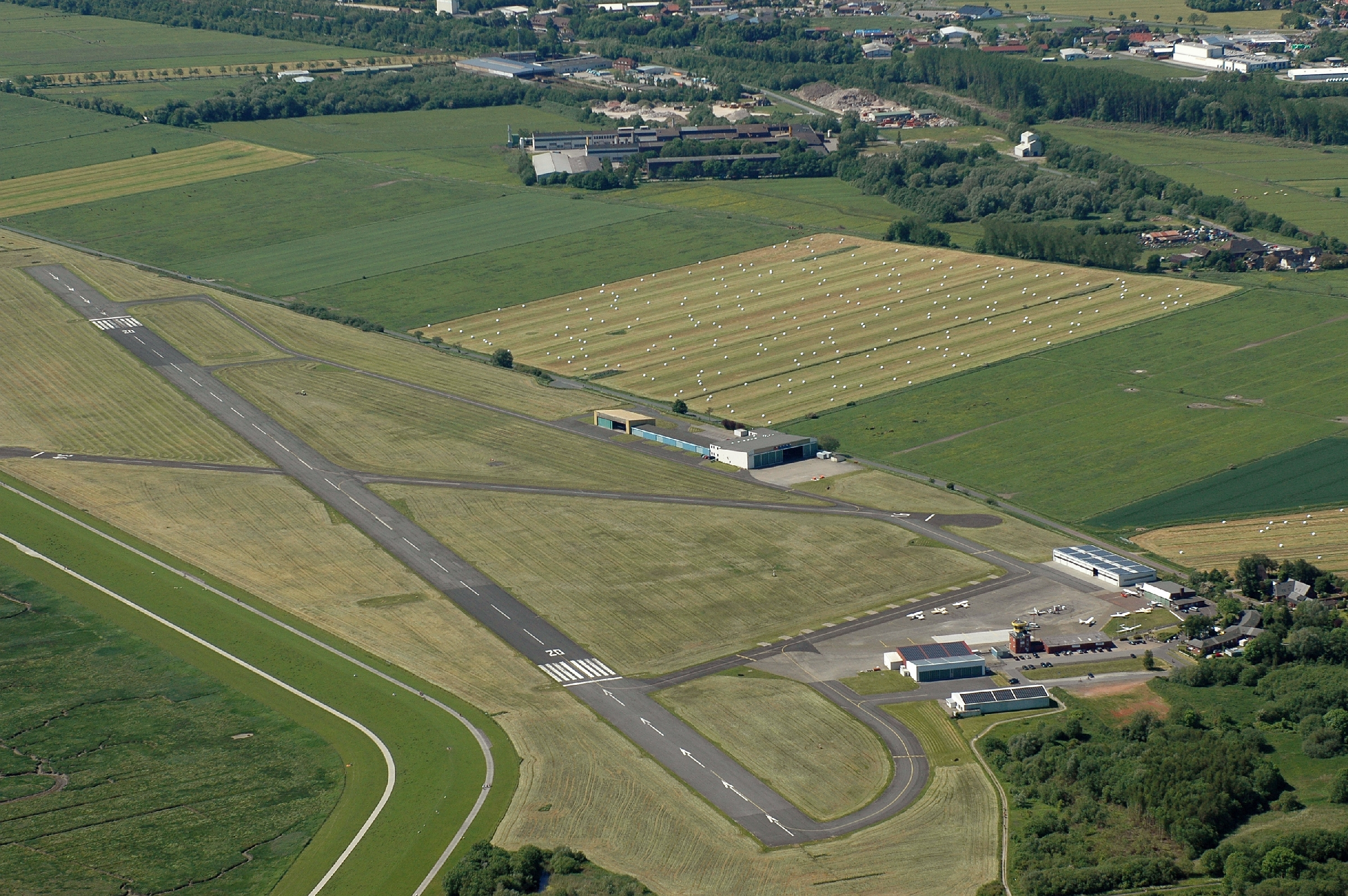
亚德威悉机场

威廉港市南端的亚德威悉机场（JadeWeserAirport）可供14吨以下的小型飞机起降。此外，为德意志湾内的船舶运送引航员的直升机都在这个机场起降。
距离威廉港最近的国际机场是不来梅机场。

### 媒体
威廉港本地发行的唯一一份日报是《威廉港报》，阅读人数较多的还有奥尔登堡的《西北日报》和耶弗尔县的《耶弗尔日报》。
亚德广播（Radio Jade）是威廉港本地的非商业电台。 

## 国际交往
威廉港的姐妹城市包括：
- 法国维希 (Vichy)，自1965年
- 美国维吉尼亚的诺福克 (Norfolk)，自1976年
- 英国苏格兰的丹弗姆林 (Dunfermline)，自1979年
- 波兰比得哥什 (Bydgoszcz)，自1990年代

与以下城市有友好关系：
- 德国巴特哈尔茨堡 (Bad Harzburg)，自1988年
- 中国青岛，友好港关系，自1992年
- 西班牙洛格罗尼奥

## 别名
威廉港别名“泥岛”（Schlicktau或Schlicktown），之所以冠以“泥”，是因为威廉港靠海、两面被大片泥滩所包围，而“岛”字来自以前的德国殖民地中国青岛（德语旧写法：Tsingtau）。在德国殖民时期，派往青岛的德国士兵主要来自威廉港。1916年4月，著名的德国海军随军作家戈尔希•福克（Gorch Fock）跟随船只在威廉港逗留的时候所写的日记中就用到了这个别称。
因为两个城市的许多相似点，1992年威廉港和青岛正式缔结了友好港关系。